# Hanne Krogh
Hanne Krogh (Haugesund, 24 de enero de 1956) nacida Hanne Krogh Sundbo, es una cantante noruega, conocida por sus participaciones en el Festival de Eurovisión, llegando a ganar, formando dúo, en 1985.

## Inicios
Grabó su primer álbum en 1970 cuando tenía 14 años, llegando a ser una popular cantante en Noruega desde entonces. En 1971 ganó la preselección noruega para representar a su país, el llamado Melodi Grand Prix, con la canción "Lykken er..." ("La felicidad es..."). En su participación en el Festival de la Canción de Eurovisión 1971 acabó penúltima. Catorce años después volvió, formando el dúo Bobbysocks junto a Elisabeth Andreassen, a participar en el Festival de la Canción de Eurovisión 1985, obteniendo la victoria. Volvió a participar en 1991 como integrante del cuarteto Just 4 Fun.
Krogh ha lanzado 19 álbumes, incluido el recopilatorio Hanne Krogh: 40 beste en 1994, y numerosos sencillos.
Krogh junto a Andreassen actuaron en Copenhague para celebrar el 50 aniversario del Festival de Eurovísión, en el programa Felicidades. El dúo volvió a aparecer en Oslo durante el Europride.
Es madre del jugador de póquer Sverre Krogh Sundbø.